# Babylon 5/Staffel 5
Die fünfte Staffel der US-amerikanischen Fernsehserie Babylon 5 umfasst 22 Episoden. Der Titel der Staffel lautet im Original „Wheel of Fire“ und in der deutschsprachigen Version „Augen aus Feuer“.

## Handlung
| Nr. (ges.) | Nr. (St.) | Deutscher Titel            | Originaltitel                            | Erstausstrahlung USA | Deutschsprachige Erstausstrahlung (D) | Regie                  | Drehbuch                                                             | Produktions- nummer |
| --- | --------- | -------------------------- | ---------------------------------------- | -------------------- | ------------------------------------- | ---------------------- | -------------------------------------------------------------------- | ------------------- |
| 89 | 1         | Der Attentäter             | No Compromises                           | 21. Jan. 1998        | 7. Nov. 1998                          | Janet Greek            | J. Michael Straczynski                                               | 502                 |
| Nachdem Ivanova die Station verlassen hat, wird Captain Elizabeth Lochley von Sheridan als neue Kommandantin von Babylon 5 angefordert. Kurz nach ihrem Eintreffen kontaktiert sie der Telepath Byron, der mit mehreren anderen traumatisierten Telepathen auf der Flucht vor dem Psi-Corps ist. Er bittet sie, auf Babylon 5 eine Kolonie für seinesgleichen gründen zu dürfen, was Lochley jedoch ablehnt. Sheridan steht kurz vor seiner Amtseinführung zum Präsidenten der Interstellaren Allianz, als er eine Morddrohung in Form einer Nachricht und eines toten Rangers erhält, der vor der Station abgesetzt wurde. Der Attentäter befindet sich bereits auf der Station. Er tötet den Botschafter des Volkes der Gaim und zieht zur Tarnung dessen Schutzanzug an. Dabei wird er von Simon, einem Telepathen aus Byrons Gruppe, beobachtet. Er erkennt, dass der Attentäter bei der Amtseinführung zuschlagen will, wird jedoch entdeckt und angegriffen. Schwer verwundet schleppt er sich zu Sheridans Vereidigung, die den Sicherheitsbedenken zum Trotz bereits im Gange ist. Kurz vor seinem Tod kann er die Anwesenden warnen, woraufhin der Angreifer zunächst flieht. Die Zeremonie wird fortgesetzt. Plötzlich taucht der Attentäter mit einem Kampfflieger vor den Aussichtsfenstern auf und nimmt Sheridan ins Visier. Es handelt sich um einen Offizier namens Clemens, der unter Präsident Clark diente. Garibaldi hat die Situation rechtzeitig erkannt und kann Clemens mit einem anderen Kampfflieger von der Station abdrängen und ausschalten. Lochleys Befugnisse betreffen die Angelegenheiten der Station, während Sheridan Entscheidungen hinsichtlich der Interstellaren trifft. Mit dieser Begründung gestattet er, entgegen Lochleys Entscheidung, den Telepathen auf Babylon 5 zu bleiben. Er erhofft sich davon Verbündete im drohenden Krieg mit dem Psi-Corps. Garibaldi wird indes zum Chef des Geheimdienstes der Interstellaren Allianz ernannt. |           |                            |                                          |                      |                                       |                        |                                                                      |                     |
| 90 | 2         | An der Schwelle des Todes  | The Very Long Night of Londo Mollari     | 28. Jan. 1998        | 14. Nov. 1998                         | David J. Eagle         | J. Michael Straczynski                                               | 503                 |
| Londo erleidet einen schweren Herzanfall. Von Centauri Prime ist ein künstliches Organ unterwegs, das allerdings erst in drei Tagen eintrifft. Auf dem Medlab wird er von Franklin behandelt, der befürchtet, dass sein Patient die nächsten 24 Stunden nicht überlebt. Londo träumt unterdessen: Er trifft auf Delenn, Sheridan und andere, die ihm beständig nahelegen, dass er sich umdrehen soll, wenn er weiterleben will. Ein Wort würde genügen. Hinter ihm steht G'Kar, doch Londo hat Angst und weigert sich. Zum Schluss steht er G'Kar selbst gegenüber. Er klagt Londo an, dass er nicht eingeschritten sei, als der Heimatplanet der Narn angegriffen wurde (vgl. S2E22) oder G'Kar von Imperator Cartagia gefoltert wurde (vgl. S4E04). Londos Zustand wird kritischer, doch schließlich bittet er um Verzeihung. Er erwacht und sieht G'Kar, der bei seinem Krankenbett steht, und wiederholt seine Entschuldigung. G'Kar ist sichtlich beeindruckt. Londo erholt sich bald wieder vollständig. Für Delenn überraschend hat sich Lennier dazu entschieden, nach Minbar zurückzukehren und sich zu einem Ranger ausbilden zu lassen. In den Trainingspausen will er Delenn jedoch regelmäßig besuchen. |           |                            |                                          |                      |                                       |                        |                                                                      |                     |
| 91 | 3         | Die Stimme des Universums  | The Paragon of Animals                   | 4. Feb. 1998         | 21. Nov. 1998                         | Mike Vejar             | J. Michael Straczynski                                               | 504                 |
| Sheridan will die Völker der Interstellaren Allianz eine „Deklaration der Prinzipien“ unterzeichnen lassen, in der sie sich zu gegenseitigem Respekt verpflichten. Vor allem die Drazi halten das für überflüssig und verweigern die Unterschrift der von G'Kar verfassten Erklärung. Garibaldi möchte unterdessen die Telepathen auf Babylon 5 für seinen Geheimdienst anheuern. Da er von Byron harsch zurückgewiesen wird, bittet er Lyta Alexander, es ebenfalls zu versuchen. Obwohl Byron missfällt, dass Alexander sich von anderen herumkommandieren lässt, willigt er ein, um ihr den Gefallen zu tun, und stellt Garibaldi zwei seiner Leute zur Verfügung. Ein schwer verwundeter Ranger erreicht die Station und berichtet kurz vor seinem Tod vom Volk der Enfili, das regelmäßig von Piraten, den Raiders, angegriffen wird und nun um Hilfe durch die Allianz bittet. Sheridan schickt umgehend eine Flotte White-Star-Schiffe auf den Weg. Byron liest unbemerkt die Gedanken des Drazi-Botschafters und als Zeichen seines guten Willens warnt er Alexander: Die Drazi stecken mit den Raiders unter einer Decke und die White-Star-Schiffe fliegen geradewegs in eine Falle. Als Sheridan davon erfährt, kann die Flotte die Falle umgehen und die Enfili retten. Der Botschafter der Drazi muss öffentlich die Schuld der Drazi bekennen. Durch den Vorfall motiviert, unterzeichnen alle übrigen Völker die Deklaration. |           |                            |                                          |                      |                                       |                        |                                                                      |                     |
| 92 | 4         | Einfache Leute             | A View from the Gallery                  | 11. Feb. 1998        | 28. Nov. 1998                         | Janet Greek            | J. Michael Straczynski Idee: Harlan Ellison & J. Michael Straczynski | 505                 |
| Die Wartungstechniker Mack und Bo erleben mit, wie Babylon 5 von einer außerirdischen Flotte angegriffen wird. Auf ihrem Weg durch die Station geraten die beiden in ein Feuergefecht, als die Station geentert wird und treffen auf Byron und die anderen Telepathen, die die Angreifer telepathisch von sich fernhalten können. In einem Schutzraum verfolgen Mack und Bo ein Gespräch zwischen Londo und G'Kar, deren Verhältnis zunehmend besser wird. Die Techniker werden aufgrund diverser Beschädigungen zu einem Einsatz gerufen und treffen auf dem Weg dorthin auch Sheridan und Delenn. Sheridan weist die beiden an, Delenn zu einer Rettungskapsel zu begleiten. Sie besteht jedoch darauf, auf Babylon 5 zu bleiben und überredet Bo und Mack, sie gehen zu lassen. Schließlich trifft eine Flotte White-Star-Schiffe ein und schlägt die Angreifer zurück. Bei einem Reparatureinsatz auf der Brücke lobt Mack Captain Lochley, die die Station bis zum Eintreffen der Verstärkung erfolgreich verteidigt hat, für ihre Arbeit. Anschließend gehen beide wieder ihrer gewohnten Arbeit nach. |           |                            |                                          |                      |                                       |                        |                                                                      |                     |
| 93 | 5         | Lektion des Schreckens     | Learning Curve                           | 18. Feb. 1998        | 5. Dez. 1998                          | David J. Eagle         | J. Michael Straczynski                                               | 506                 |
| Tannier und Rastenn sind zwei junge Minbari, die sich in der Ausbildung zum Ranger befinden. Gemeinsam mit ihren Meistern Turval und Durhan reisen sie nach Babylon 5, um dort Delenn zu treffen. Sie sprechen über die Neuerung, dass nun Angehörige aller Völker an der Ausbildung zum Ranger teilnehmen können; nicht wie bisher nur Menschen und Minbari. Inzwischen arbeitet der Gangsterboss Trace daran, die Unterwelt von Babylon 5 zu kontrollieren. In Sicherheitschef Zack Allen sieht er eine Bedrohung, die er aus dem Weg räumen will. Er bezahlt eine Frau, die Allen als angebliche Zeugin eines Verbrechens in eine Falle locken soll. Als sie erfährt, dass Allen dabei getötet werden soll, zögert sie. Trace will sie daraufhin ebenfalls umbringen, doch Tannier und Rasten hören ihre Hilferufe. Tannier kann die Frau retten, wird dabei allerdings brutal zusammengeschlagen. Mit Sheridans Erlaubnis regeln die Minbari den Fall selbst: Um seinen Schrecken zu überwinden, stellt sich Tannier Trace im Zweikampf und besiegt ihn. Trace wird anschließend verhaftet. Garibaldi gerät in Streit mit Lochley. Er wirft ihr vor, im Krieg auf der Seite von Präsident Clark gestanden zu haben, was sie nicht abstreitet. Sie betont jedoch, dass sie nie illegale Befehle erhalten habe. Um mehr über sie herauszufinden, verschafft Garibaldi sich Zugang zu ihrer Personalakte. |           |                            |                                          |                      |                                       |                        |                                                                      |                     |
| 94 | 6         | Der Herr der Bluthunde     | Strange Relations                        | 25. Feb. 1998        | 12. Dez. 1998                         | John C. Flinn III      | J. Michael Straczynski                                               | 507                 |
| Bester kommt auf die Station. Er ist mit mehreren Leuten des Psi-Corps gekommen, um die abtrünnigen Telepathen zu verhaften, die sich auf Babylon 5 verstecken. Als Garibaldi von seiner Ankunft erfährt, sucht er Bester auf und will ihn für seine Taten töten (vgl. S4E17). Lochley geht dazwischen und lässt Garibaldi inhaftieren. Bester sucht unterdessen die Telepathen und trifft dabei auf Alexander. Aufgrund ihrer außergewöhnlichen Fähigkeiten kann sie ihn und seine Begleiter abwehren. Mit der Verstärkung von Sicherheitsleuten der Station kann Bester die Telepathen allerdings nach und nach aufspüren und festnehmen. Lochley sucht Garibaldi in seiner Zelle auf. Sie möchte das schwierige Verhältnis zu ihm, da er ihr immer noch misstraut, verbessern. Dabei erzählt sie, dass sie früher für einige Monate mit Sheridan verheiratet war. Sie erklärt, dass sie nichts gegen Bester unternehmen kann. Allerdings findet sie eine Möglichkeit, zu verhindern, dass er die gefangenen Telepathen mit zur Erde nehmen kann: Da sich Byron und seine Telepathen auf verschiedenen Planeten aufgehalten haben, müssen sie zunächst 60 Tage in Quarantäne – und damit auf der Station bleiben. So bleibt noch etwas Zeit, eine friedliche Lösung zu finden. Auf Centauri-Prime wird der baldige Tod des Regenten erwartet. Londo wird deshalb von Babylon 5 zurückbeordert. Obwohl er weiß, dass er höchstwahrscheinlich bald Imperator wird, ahnt er, dass die Zukunft nichts Gutes für ihn bringt. Aufgrund von Reparaturarbeiten in den Docks verpasst er das Schiff, das ihn wegbringen soll. Dieses explodiert kurz vor dem Start – Grund war eine Bombe, die für Londo bestimmt war. Delenn schlägt daraufhin vor, dass G'Kar als Leibwächter von Londo mit nach Centauri-Prime reist. Da dies in Anbetracht der ehemaligen Feindschaft ein starkes Symbol für den Frieden ist, stimmen G'Kar und Londo zu. |           |                            |                                          |                      |                                       |                        |                                                                      |                     |
| 95 | 7         | Ein sterbendes Volk        | Secrets of the Soul                      | 4. März 1998         | 19. Dez. 1998                         | Tony Dow               | J. Michael Straczynski                                               | 508                 |
| Franklin hat seit kurzem die Aufgabe, medizinische Daten über sämtliche Völker der Interstellaren Allianz zu katalogisieren. Bei den Hyach stößt er dabei auf Unregelmäßigkeiten. Entsprechende Aufzeichnungen dieses Volkes reichen nur 800 Jahre zurück und auch die Botschafterin zeigt sich nicht kooperativ. In den Aufzeichnungen anderer Völker wird er schließlich fündig: Die Hyach teilten sich einst ihren Heimatplaneten mit den Hyach-Doh, die einer parallelen Entwicklungslinie entstammten. Die Hyach rotteten die Hyach-Doh vollständig aus und verwischten anschließend die Spuren dieses Völkermords. In der DNA der Hyach-Doh gab es jedoch eine Komponente, auf die die Hyach angewiesen sind. Aus diesem Grund sterben die Hyach langsam, aber sicher aus. Die Botschafterin der Hyach bedroht Franklin zunächst, damit er die Erkenntnis nicht veröffentlicht. Sie sieht jedoch ein, dass ihr Volk Hilfe braucht, und lässt Franklin gewähren. Immer mehr Telepathen kommen auf die Station und schließen sich Byron an, was nicht allen Bewohnern von Babylon 5 gefällt. Als einer der Telepathen von Schlägern schwer verletzt wird, nehmen einige seiner Kollegen Rache, indem sie dem Angreifer telepathisch Schmerzen zufügen. Byron geht entsetzt dazwischen, da er Gewalt strikt ablehnt. Zack Allen lässt Byron und die anwesenden Telepathen verhaften. Byron ist nur kurz in Haft, doch währenddessen greifen einige seiner Leute einen weiteren Schläger an und töten ihn. Zeugen gibt es keine. Lyta Alexander und Byron kommen sich sehr nahe und schlafen miteinander. Dabei erfährt Byron aus Alexanders Erinnerungen von der Heimatwelt der Vorlonen, dass es die Vorlonen waren, die die Telepathen als Waffe gegen die Schatten erschufen (vgl. S3E14). Byron ist wütend, da die Telepathen ohne die Vorlonen ein normales Leben führen könnten. Die übrigen Völker, die die telepathischen Fähigkeiten im Schattenkrieg ausnutzten, sollen sich nun um die Telepathen kümmern. |           |                            |                                          |                      |                                       |                        |                                                                      |                     |
| 96 | 8         | Der Tag der Toten          | Day of the Dead                          | 11. März 1998        | 2. Jan. 1999                          | Doug Lefler            | Neil Gaiman                                                          | 511                 |
| Der „Tag der Toten“, ein seltenes Fest der Brakiri, steht kurz bevor. Um die Zeremonie auch auf Babylon 5 durchführen zu können, kaufen die Brakiri für die Dauer der Feierlichkeiten einen Teil der Station. In der Nacht geschehen merkwürdige Dinge: Der von den Brakiri gekaufte Bereich wird in eine Art Kraftfeld gehüllt und ist von außen nicht mehr zugänglich. Diejenigen, die die Nacht innerhalb des Sektors verbringen, erhalten Besuch von alten Bekannten. In Londos Quartier erscheint seine verstorbene Geliebte Adira (vgl. S3E15), mit der er noch eine letzte Nacht verbringen kann. Lennier, der extra für den Tag der Toten von Minbar angereist ist, wird von Morden aufgesucht. Beide wechseln kaum ein Wort. Kurz vor seinem Verschwinden prophezeit der Besucher allerdings, dass Lennier die Rangers eines Tages verraten werde. Garibaldi erhält Gelegenheit, sich die ganze Nacht mit seiner flüchtigen Bekanntschaft Elizabeth Durman (vgl. S2E10) zu unterhalten. Lochley hat ein Gespräch mit ihrer Jugendfreundin Zoe, die einst an einer Überdosis Drogen starb. Sie offenbart Lochley, dass es sich um Suizid handelte. Außerdem habe sie eine Nachricht von Kosh an Sheridan: „Dann, wenn die lange Nacht zu dir kommt, musst du zurückkehren zum Ende des Beginns.“ Am nächsten Morgen ist alles wieder normal. Unterdessen besucht das Komikerduo Rebo & Zooty die Station. |           |                            |                                          |                      |                                       |                        |                                                                      |                     |
| 97 | 9         | Die Telepathenkolonie      | In the Kingdom of the Blind              | 18. März 1998        | 9. Jan. 1999                          | David J. Eagle         | J. Michael Straczynski                                               | 509                 |
| Mehrere Schiffe von Völkern der Interstellaren Allianz werden angegriffen. Da es keine Überlebenden gibt, bleibt unklar, wer dafür verantwortlich ist. Londo und sein neuer Leibwächter G'Kar sind auf Centauri Prime angekommen. Lord Jano, ein Mitglied des Königshofes, berichtet über seltsame Vorgänge im Palast. Der Regent verhalte sich zunehmend merkwürdig. Des Weiteren werden üblicherweise offen zugängliche Informationen, etwa über Militär, Nahrungsmittel und Rohstoffe, plötzlich streng vertraulich behandelt. Später wird Jano in seinen Gemächern von einem unbekannten Angreifer überwältigt und schließlich erhängt aufgefunden. Londo und G'Kar werden kurze Zeit später von drei Centauri angegriffen. Londo wird dabei von einem mysteriösen Außerirdischen gerettet, der sofort wieder verschwindet. Bei einem Treffen mit dem Regenten will dieser Londo nicht verraten, wer seine Retter waren. Bald werde er jedoch alles erfahren. Währenddessen zerstört irgendwo ein Kriegsschiff der Centauri einen wehrlosen Frachter. Byron besucht eine Ratsversammlung der interstellaren Allianz auf Babylon 5 und trägt seine Forderungen vor. Er und seine Leute verlangen einen eigenen Planeten, auf dem sie in Frieden leben können. Als Sheridan einwendet, dass diese Forderung nicht erfüllbar sei, erhöht Byron den Druck: Seine Leute haben in letzter Zeit sämtliche Botschafter telepathisch gescannt und kennen alle ihre Geheimnisse. Er droht mit Preisgabe, sollte die Forderung nicht erfüllt werden. Bald darauf kommt es auf der Station zu ersten Kämpfen zwischen Telepathen und „Normalen“. Lochley und Zack Allen bitten nun Sheridan um Erlaubnis, die Telepathen zu verhaften. Er stimmt zu, woraufhin Byron sich zusammen mit Lyta Alexander und den anderen Telepathen verbarrikadiert. |           |                            |                                          |                      |                                       |                        |                                                                      |                     |
| 98 | 10        | Die letzte Gefangene       | A Tragedy of Telepaths                   | 25. März 1998        | 16. Jan. 1999                         | Tony Dow               | J. Michael Straczynski                                               | 510                 |
| Da sich die Telepathen um Byron weiterhin verschanzen, bittet Lochley als letztes Mittel Bester um Hilfe. Bevor dieser eintrifft, begibt sie sich persönlich in das Versteck der Telepathen, um sie zur Aufgabe zu bewegen. Byron lehnt ab. Als Bester eintrifft und zu den Telepathen vordringen will, bewaffnet sich der Teil von Byrons Leuten, der sich noch frei auf der Station aufhält. Es kommt zu einem Schusswechsel mit Toten. Byron ist über die Eskalation entsetzt. Schließlich trifft Besters Verstärkung vom Psi-Corps ein. Auf Centauri Prime wundert sich Londo, dass die Militärausgaben der Centauri trotz Beendigung des Krieges gestiegen sind, als er und G'Kar eine zufällige Entdeckung machen: Im Palast ist noch immer G'Kars ehemalige Assistentin Na'Toth gefangen, die für tot gehalten wurde. Man hat versäumt, den Befehl zu ihrer Inhaftierung zu widerrufen. Nur der Regent ist bevollmächtigt, diese Anweisung aufzuheben. In seinem aktuellen Zustand ist er allerdings keine Hilfe; es gelingt Londo und G'Kar jedoch, Na'Toth mit einem Trick an den Wachen vorbeizuführen und zu befreien. Die vereinzelten Angriffe auf die Völker der Interstellaren Allianz dauern an. An den Anschlagsorten tauchen scheinbare Beweise auf, die den Verdacht auf jeweils unterschiedliche Völker lenken. Besonders zwischen den Drazi und den Brakiri entbrennt auf diese Weise ein schwerer Streit, sodass sich Sheridan gezwungen sieht, mit dem Einsatz der White-Star-Flotte zu drohen, sollten die Völker aufeinander losgehen. Er verlangt mehr Zeit, um die wahren Hintergründe der Angriffe aufzuklären. |           |                            |                                          |                      |                                       |                        |                                                                      |                     |
| 99 | 11        | Vergesst Byron nicht!      | Phoenix Rising                           | 1. Apr. 1998         | 23. Jan. 1999                         | David J. Eagle         | J. Michael Straczynski                                               | 512                 |
| Bester und seine „Bluthunde“ vom Psi-Corps beginnen mit der Jagd auf die abtrünnigen Telepathen auf Babylon 5. Byron bietet Sheridan an, mit seinen Leuten die Station zu verlassen, wenn sich das Psi-Corps zurückzieht, doch Bester lässt nicht mit sich verhandeln. Lyta Alexander erfährt von Byron, dass er einst beim Psi-Corps für Bester arbeitete und auf seinem Befehl grausam handelte; was ihn dazu veranlasste, dem Corps zu entfliehen. Unterdessen sucht Garibaldi Bester auf und will sich für dessen Manipulation an ihm rächen (vgl. S4E17). Obwohl er fest entschlossen ist, den Psi-Polizisten zu erschießen, kann er es nicht: Bester hat eine telepathische Blockade in seinem Unterbewusstsein verankert, die verhindert, dass Garibaldi ihm etwas antut. Dieser wendet sich hilfesuchend an Franklin, als plötzlich Byrons Telepathen hereinstürmen und beide gefangen nehmen. Sie fordern einen eigenen Heimatplaneten sowie freies Geleit dorthin und drohen mit der Ermordung ihrer Geiseln. Sheridan stellt klar, dass er nicht mit Terroristen verhandelt. Garibaldi wird in letzter Sekunde von Byron, der sein Versteck verlassen hat, gerettet, indem er einen seinen Leute tötet. Er stellt neue Bedingungen: Die Telepathen, die keine Gewalt ausgeübt haben, sollen die Station ungehindert verlassen dürfen. Lochley und Sheridan sind einverstanden. Bester hingegen will Byron um jeden Preis und stellt sich den abtrünnigen Telepathen mit seinen Bluthunden in den Weg. Es kommt zu einer Schießerei, bei der Behälter mit einer brennbaren Chemikalie beschädigt werden, die sich um Byron und seinen Leuten auf den Boden ergießt. Er bittet Alexander zu gehen und sich um die übrigen Telepathen zu kümmern. Die Telepathen, die vorher Gewalt anwendeten, treten näher an Byron heran, der schließlich keinen anderen Ausweg sieht, als die Flüssigkeit zu entzünden. Die übrigen Telepathen verlassen mit Sheridans Erlaubnis Babylon 5, während Alexander ihnen telepathisch mögliche Zufluchtsorte mitteilt. Überwältigt von den Ereignissen, verfällt Garibaldi erneut dem Alkohol. |           |                            |                                          |                      |                                       |                        |                                                                      |                     |
| 100 | 12        | Das Buch G'Kar             | The Ragged Edge                          | 8. Apr. 1998         | 30. Jan. 1999                         | John Copeland          | J. Michael Straczynski                                               | 513                 |
| Noch immer machen mysteriöse Angriffe der interstellaren Allianz zu schaffen. Sheridan wird von den Botschaftern der Mitgliedsvölker unter Druck gesetzt, den Sachverhalt aufzuklären. Bei einem der jüngsten Angriffe auf einen Transporter, der von Schiffen der Drazi eskortiert wurde, konnte einer der Piloten entkommen und untertauchen. Da es sich um Schmuggler handelte, ist die Regierung der Drazi bei der Suche nach dem Überlebenden keine Hilfe. Garibaldi macht sich auf den Weg zur Heimatwelt der Drazi. Er hat dort einen Bekannten, mit dessen Hilfe er den Piloten ausfindig machen und anschließend dem Rat der Allianz für eine Aussage übergeben will. Der Plan scheitert, auch weil Garibaldi sich betrinkt und nicht bemerkt, wie sein Kontaktmann ermordet wird. Als Garibaldi den Piloten findet, wird dieser gerade von drei verhüllten Gestalten getötet. Verfolgt von einer Drazi-Patrouille, kann er einen Notruf absetzen und nach Babylon 5 zurückzukehren. Dort berichtet er Sheridan, dass eine der verhüllten Gestalten einen Knopf verloren hat, der zur Uniform einer Centauri-Palastwache gehört. Sheridan, Delenn, G'Kar und Garibaldi vermuten, dass die Centauri hinter den Angriffen stecken, ahnen aber, dass Londo von alldem nichts weiß. G'Kar wird zu seiner Überraschung auf der Station von mehreren Narn freudig begrüßt, die ihn wie einen Heiligen verehren. Ta'Lon (vgl. S3E03) erklärt G'Kar, dass er dessen philosophisches Buch (vgl. S3E08) nach Narn gebracht habe, um es im Falle von G'Kars Exekution auf Centauri-Prime in Sicherheit zu bringen. Dort sei es inzwischen hunderttausende Male kopiert worden. G'Kar ist dies unangenehm, da er kein Führer sein will. Ta'Lon überzeugt ihn aber davon, dass er als Vorbild und Lehrer eine Wichtige Rolle spielen kann. Franklin erhält das Angebot, Leiter des xenobiologischen Institutes der Erde zu werden. Er akzeptiert und kündigt an, die Station bald zu verlassen. |           |                            |                                          |                      |                                       |                        |                                                                      |                     |
| 101 | 13        | Das Corps der Gnadenlosen  | The Corps is Mother, The Corps is Father | 15. Apr. 1998        | 6. Feb. 1999                          | Stephen Furst          | J. Michael Straczynski                                               | 514                 |
| Bester soll einen Mordfall im Psi-Corps aufklären. Einer seiner ehemaligen Schüler wurde von dessen Zimmergenossen Jonathan Harris getötet. Da der Täter anschließend nach Babylon 5 geflohen ist, begibt sich Bester in Begleitung der beiden in Ausbildung befindlichen Psi-Polizisten Lauren Ashley und Chen Hikaru dorthin. Harris wurde dazu ausgebildet, mit seinen Gedanken zu töten, was ihn äußerst gefährlich macht. Um an Geld zu kommen, sucht er die Casinos der Station auf. Durch seine telepathischen Fähigkeiten kann er sich schnell bereichern. Ein Mitspieler, der sich betrogen fühlt, stellt Harris zur Rede und wird von ihm getötet. Ein Fremder beobachtet die Geschehnisse interessiert. Als Bester Harris' Quartier ausfindig macht, wird dort ebenfalls ein toter Spieler gefunden, dessen Identität Harris angenommen hat. Während Hikaru weiter nach Harris sucht, wird er von dem Fremden, der Harris beobachtet hat, erstochen. Es handelt sich um einen Kriminellen, der die Fähigkeiten von Harris ausnutzt, um an Geld zu kommen und ihn dafür schützt. Bester und Ashley werten ältere Aufzeichnungen aus und stellen dabei fest, dass Harris mehrere Persönlichkeiten in sich trägt. Jene Persönlichkeit, die die Morde begeht, ist dabei wesentlich stärker als Harris ursprünglich vom Psi-Corps eingestuft wurde. Schließlich gelingt es, ihn und seinen Komplizen zu verhaften. Beide werden von Bester mitgenommen. Auf dem Flug zur Erde stößt Ashley den Komplizen in den Weltraum. Es ist „ihr erster Normaler“ und Bester findet, dass aus ihr eine gute Psi-Polizistin werden kann. |           |                            |                                          |                      |                                       |                        |                                                                      |                     |
| 102 | 14        | Die Wahrheit ist ein Fluss | Meditations on the Abyss                 | 27. Mai 1998         | 13. Feb. 1999                         | Mike Vejar             | J. Michael Straczynski                                               | 515                 |
| Lennier befindet sich immer noch in seiner Ausbildung zum Ranger. Delenn lässt ihn auf ein White-Star Schiff versetzen, von wo aus er insgeheim handfeste Beweise sammeln soll, dass die Centauri hinter den Angriffen auf die Allianz stecken. Auch die Drazi verdächtigen die Centauri und verlieren zunehmend die Geduld. Sheridan und Delenn sind sich im Klaren, dass sie die Beweise schnell liefern müssen. Londo entdeckt eine Wanze, die ein Drazi in sein Quartier schmuggeln wollte. Vir regelt die Angelegenheit, indem er den Drazi aggressiv bedroht. Amüsiert stellt Londo fest, dass Vir nun bereit sei, Botschafter der Centauri auf Babylon 5 zu werden, wenn Londo endgültig nach Centauri Prime geht. Lennier trifft auf dem White-Star-Schiff den Rekruten Findell, mit dem er schon bald den Auftrag erhält, die Umgebung des Schiffes zu erkunden. Für beide unerwartet, springt das Schiff unter Captain Montoya in den Hyperraum und lässt die Schüler zurück. Während Lennier meditiert, um Sauerstoff zu sparen, gerät Findell in Panik. Montoya taucht schließlich wieder auf und lobt Lennier, genau richtig gehandelt zu haben. Lennier erfährt, dass Findell zu den Rangers ging, weil er sich verpflichtet fühlt, den Platz zweier Familienmitglieder einzunehmen, die im Dienst der Rangers fielen. In der nächsten Trainingsmission sollen mehrere Rekruten Peilsender an Asteroiden zerstören. Von Selbstzweifeln geplagt, versagt Findell auf ganzer Linie und will schließlich Suizid begehen, was Lennier verhindern kann. Montoya lässt Findell daraufhin versetzen: Auf Minbar soll er bei der Auswahl neuer Rekruten helfen. Er sei bestens dazu geeignet zu ergründen, ob sich die Freiwilligen aus den richtigen Gründen melden. |           |                            |                                          |                      |                                       |                        |                                                                      |                     |
| 103 | 15        | Am Rande des Abgrunds      | Darkness Ascending                       | 3. Juni 1998         | 20. Feb. 1999                         | Janet Greek            | J. Michael Straczynski                                               | 516                 |
| Lennier ist weiterhin damit beschäftigt, die Hintergründe der Angriffe auf die Allianz zu erkunden. Sheridan erfährt zufällig von dieser Mission, die Delenn ihm verheimlicht hat. Lennier verfolgt gerade eine Spur von verschlüsselten Centauri-Signalen, als Sheridan das White-Star-Schiff, auf dem Lennier sich befindet, zurückrufen lässt. Wie von Delenn befürchtet, will Sheridan vermeiden, dass Lennier sich in Lebensgefahr begibt und sie so vor einem Verlust schützen. Lennier hingegen verlässt das Schiff in einem Kampfflieger und verfolgt die Signale auf eigene Faust. Auf dem Weg begegnet er einem Centauri-Schiff, an das er unbemerkt andockt. Schließlich kann er aufzeichnen, wie das Schiff zusammen mit anderen einen hilflosen Konvoi zerstört. Zurück auf Babylon 5 übergibt er Sheridan den Beweis, der in Kürze veröffentlicht werden soll. Londo stellt fest, dass die übrigen Völker die Centauri zunehmend meiden. Vom Palast seiner Heimatwelt erhält er die Nachricht, dass dort hinter den Angriffen ein Komplott der Narn vermutet wird. Man glaubt, die Narn wollen durch Beweisfälschung den Verdacht auf die Centauri lenken und einen neuen Krieg anzetteln. Londo wird beauftragt, diese Versuche abzuwehren. Lyta Alexander wendet sich hilfesuchend an G'Kar. Da die Narn über keine Telepathen verfügen, bietet sie G'Kar Zugriff auf die DNA mehrerer Telepathen an. Im Gegenzug verlangt sie viel Geld und Transportschiffe für vom Psi-Corps abtrünnige Telepathen. G'Kar akzeptiert. Garibaldi erhält Besuch von seiner Freundin Lise, die schockiert feststellt, dass er wieder dem Alkohol verfallen ist. |           |                            |                                          |                      |                                       |                        |                                                                      |                     |
| 104 | 16        | Die Blockade               | And All My Dreams, Torn Asunder          | 10. Juni 1998        | 27. Feb. 1999                         | Goran Gajic            | J. Michael Straczynski                                               | 517                 |
| In einer Ratsversammlung präsentieren Sheridan und Delenn den übrigen Völkern die Beweise für die Verantwortlichkeit der Centauri hinter den jüngsten Aggressionen gegen die Allianz. Es werden verschiedene Zeugen befragt, wie etwa Franklin, der nachweisen kann, dass die Opfer mit Centauri-Waffen getötet wurden. Londo ist wütend, erkennt die Belege nicht an und behauptet, diese seien den Centauri lediglich untergeschoben worden. Als Lennier seine Aufzeichnung eines Angriffes von Centauri-Kreuzern auf einen Konvoi vorlegt, will sich Londo zunächst mit seiner Regierung beraten. Sheridan verhängt eine Blockade über die Centauri, die von nun an von der Allianz isoliert sind. Er fordert ein Schuldeingeständnis und Reparationen. Im Namen seiner Regierung erklärt Londo den sofortigen Austritt der Centauri aus der Interstellaren Allianz und weist jede Schuld zurück. Er kehrt nach Centauri Prime zurück; begleitet von G'Kar, der von Londos Unschuld überzeugt ist. Garibaldi erhält von Sheridan einen wichtigen Auftrag: Um einem drohenden Angriff der Centauri zuvor zu kommen, will Sheridan seine White-Star-Schiffe zur Abschreckung einsetzen, damit es nicht zu einem offenen Krieg kommt. Er weiß jedoch nicht, wo er die Schiffe positionieren soll. Da die Rangers die Centauri beobachten, sollen sie mit Garibaldi Kontakt aufnehmen, sobald sie wissen, wo die Centauri als nächstes zuschlagen. Er soll die Nachricht dann an Sheridan weiterleiten. Als es soweit ist und Garibaldi einen Anruf der Rangers erhält, ist er allerdings wieder betrunken und nicht ansprechbar. So kommt es schließlich zum Angriff auf eine Flotte der Allianz und einer Eskalation des Konflikts. Die betroffenen Völker machen Sheridan schwere Vorwürfe, da sie die versprochene Hilfe nicht erhalten haben. Auf Centauri Prime will man G'Kar als Mitglied der Allianz verhaften. Londo wehrt sich dagegen, was dazu führt, dass beide inhaftiert werden. |           |                            |                                          |                      |                                       |                        |                                                                      |                     |
| 105 | 17        | Der letzte Befehl          | Movements of Fire and Shadow             | 17. Juni 1998        | 6. März 1999                          | John C. Flinn III      | J. Michael Straczynski                                               | 518                 |
| Die Interstellare Allianz befindet sich im Krieg mit den Centauri. Auch Babylon 5 wird angegriffen, was Lochley jedoch abwehren kann. Sheridan schickt Delenn nach Minbar, um weitere Kampfschiffe zu organisieren. Vir Cotto wendet sich mit einer Bitte an Franklin und Alexander. Es kommt ihm verdächtig vor, dass die Drazi die Herausgabe von getöteten Centauri-Piloten verweigern, wie es eigentlich üblich ist. Die beiden sollen dem auf der Heimatwelt der Drazi auf den Grund gehen. Mit Hilfe eines Informanten, kommen sie dort der Wahrheit auf die Spur: Die Centauri-Schiffe sind unbemannt und werden mittels Geräten, die auf Schattentechnologie basieren, gesteuert. Die Drazi halten dieses Wissen geheim, um Zwietracht in der Allianz zu säen. Zusammen mit anderen Völkern haben sie bereits einen Angriff auf Centauri Prime organisiert, der in Kürze beginnen soll. Dort sitzen Londo und G'Kar noch immer in Haft. Londo wird von mysteriösen Außerirdischen betäubt und von G'Kar unbemerkt aus seiner Zelle entführt. In einer Art Labor stellt einer der Entführer zufrieden fest, dass Londo seinen Zweck erfüllen sollte. Dieser kommt wieder in der Zelle zu sich. Durch einen Trick kommt er frei und wendet sich an den Regenten. Der macht deutlich, dass er seine Befehle von anderen erhält. Von wem, werde Londo bald erfahren. Außerdem werde Londo schon am nächsten Tag Imperator sein. Der Regent hat nun seinen letzten Befehl befolgt: Er hat das gesamte Verteidigungsnetzwerk von Centauri-Prime abgeschaltet. Der Planet ist der sich nähernden Flotte damit schutzlos ausgeliefert. Auf dem Weg nach Minbar wird das White-Star-Schiff von Delenn und Lennier bei einer Begegnung mit Centauri-Schiffen schwer beschädigt. |           |                            |                                          |                      |                                       |                        |                                                                      |                     |
| 106 | 18        | Die Bürde des Imperators   | The Fall of Centauri Prime               | 28. Okt. 1998        | 13. März 1999                         | Douglas E. Wise        | J. Michael Straczynski                                               | 519                 |
| Centauri-Prime wird von Angehörigen der Allianz aus dem Orbit heraus verwüstet. Londo rettet G'Kar aus seiner Zelle und begibt sich zum Regenten. Dort trifft er auch auf einen der geheimnisvollen Außerirdischen. Er gehört zum Volk der Drakh (vgl. S4E11), das Centauri-Prime als neue Heimat gewählt hat, nachdem Z'ha'dum zerstört wurde. Londo erkennt, dass die Drakh die Verbündeten der Schatten sind, mit denen Morden einst drohte (vgl. S4E06). Sie haben nun ihr Ziel erreicht, die Centauri zu brechen, um sie nach belieben zu manipulieren und Londo zu zwingen, ihnen zu gehorchen. Der Wächter, der sich an der Schulter des Regenten befand, um ihn zu kontrollieren, löst sich von seinem Wirt, woraufhin der Regent stirbt. Londo geht zu G'Kar und legt ihm nahe, Centauri-Prime zu verlassen. G'Kar nutzt die Gelegenheit, um Londo persönlich für dessen Fehler der Vergangenheit zu verzeihen. Schließlich erhält Londo selbst einen Wächter von den Drakh, der sich sofort an ihm festsetzt und unsichtbar bleibt. Inzwischen ist Sheridan mit einer Flotte bei Centauri-Prime eingetroffen und fordert die Angreifer auf, das Feuer einzustellen. Londo wendet sich an Sheridan: Der Regent habe den Krieg eigenmächtig begonnen. Er ziehe seine Schiffe zurück und verlangt ein Ende der Kampfhandlungen; was auch geschieht. Kurz darauf trifft er sich persönlich mit Sheridan. Er lehnt jede Hilfe beim Wiederaufbau ab und erklärt den Austritt der Centauri aus der Allianz. Sheridan verlangt Reparationen und möchte Londos Hilfe bei der Suche nach Delenn, die seit einiger Zeit vermisst wird. Londo kann helfen: Delenn und Lennier harren noch immer im schwer beschädigtem White-Star-Schiff aus, als sich plötzlich Centauri-Schiffe nähern. Nichtsahnend von den aktuellen Entwicklungen erwarten die beiden ihren Tod und Lennier gesteht Delenn seine Liebe. In diesem Moment realisieren sie, dass die Schiffe zu ihrer Rettung gekommen sind. Londo hält seine erste Ansprache als neuer Imperator vor dem Volk. Er gibt der Allianz die Schuld für den Krieg und verurteilt die hohen Reparationszahlungen. Die Drakh sind mit ihm zufrieden. Später ernennt er Vir zum neuen Botschafter der Centauri auf Babylon 5. |           |                            |                                          |                      |                                       |                        |                                                                      |                     |
| 107 | 19        | Augen aus Feuer            | The Wheel of Fire                        | 4. Nov. 1998         | 20. März 1999                         | Janet Greek            | J. Michael Straczynski                                               | 520                 |
| Zurück auf Babylon 5 wird G'Kar von dutzenden jubelnden Anhängern empfangen. Die Verehrung ist ihm sichtlich unangenehm. Da immer mehr Pilger auf der Station eintreffen, möchte er dem Personenkult entfliehen. Als Garibaldi betrunken bei einer Besprechung erscheint, stellt Sheridan ihn zur Rede. Er macht sich selbst Vorwürfe, dass er Garibaldis Problem nicht rechtzeitig bemerkt hat und suspendiert Garibaldi von seinem Posten als Geheimdienstchef, bis er sein Problem unter Kontrolle hat. Erneut erhält Garibaldi Besuch von seiner Freundin Lise, die ihm beim Umgang mit seiner Sucht unterstützt. Außerdem bittet sie ihn, auf den Mars zu kommen, um gemeinsam mit ihr den Konzern ihres verstorbenen Mannes zu leiten. Auf der Erde häufen sich Anschläge auf das Psi-Corps. Die Geldzahlungen für diese Aktionen konnten bis nach Babylon 5 zu Lyta Alexander zurückverfolgt werden. Lochley weist Zack Allan deshalb an, Alexander zu inhaftieren. Sie leistet Widerstand, kann jedoch überwältigt werden. In ihrer Zelle wird sie von Garibaldi aufgesucht, der ihr ein Angebot macht: Er will den Einfluss des Konzerns von Lise dazu nutzen, dass die Anklage gegen Alexander fallengelassen wird. Als Gegenleistung fordert er, dass Lyta die Blockade aus Garibaldis Geist entfernt, die ihn daran hindert, Bester etwas anzutun (vgl. S5E11). Alexander willigt ein, verlangt aber zusätzlich Hilfe bei ihren Geldtransfers für den Widerstand. Die Blockade will sie dann nach einer Bewährungszeit löschen. Auf der Station kann sie allerdings nicht bleiben, da Lochley dies nicht erlaubt. G'Kar fasst daher den Entschluss, zusammen mit Alexander die Station zu verlassen und die Galaxis zu bereisen, um zu lernen und Abstand zu den Ereignissen zu erhalten. Nach einem Ohnmachtsanfall von Delenn stellt Franklin zu Sheridans Überraschung fest, dass Delenn schwanger ist. |           |                            |                                          |                      |                                       |                        |                                                                      |                     |
| 108 | 20        | Wann, wenn nicht jetzt?    | Objects in Motion                        | 11. Nov. 1998        | 27. März 1999                         | Jesus Trevino          | J. Michael Straczynski Idee: Harlan Ellison & J. Michael Straczynski | 521                 |
| Theresa Halloran, ehemalige „Nummer Eins“ des Widerstandes auf dem Mars (vgl. S4E10) kommt auf die Station. Sie besucht Garibaldi und warnt, dass ein Mordanschlag auf ihn und Lise geplant sei. Im Unternehmen von Lise' verstorbenen Ehemann, „Edgars Industries“, wurden in der Vergangenheit illegale Projekte durchgeführt. Nun, da die Leitung an Lise und Garibaldi übergeht, haben einige Angehörige des Unternehmens Angst aufzufliegen und wollen die beiden aus dem Weg räumen. G'Kar, der bald mit Lyta Alexander aufbricht, und Garibaldi sollen eine Abschiedsfeier erhalten. Zack Allen vermutet, dass der Attentäter dort zuschlagen wird. Tatsächlich mischt sich ein Mann unter die Gäste, der vorher einem Sicherheitsbeamten den Kommunikator gestohlen hat, um den Funk des Sicherheitsdienstes abzuhören. Allan lässt einen schrillen Ton in den Kommunikator übertragen. Der Attentäter krümmt sich vor Schmerz und kann dingfest gemacht werden. Dann geschieht etwas Unerwartetes: Ein Narn, der G'Kar fanatisch verehrt, von jenem aber kürzlich schroff zurückgewiesen wurde, will G'Kar nun umbringen. Sein Schuss trifft jedoch Lise, die schwer verwundet wird. Vom ersten Attentäter erfährt Garibaldi, dass der gesamte Vorstand von Edgars Industries in den Vorfall verwickelt war. Lise erholt sich. Garibaldi ist überglücklich und heiratet sie noch im Medlab. G'Kar verlässt mit Lyta die Station. Garibaldi kontaktiert den Vorstand von Edgars Industries. Er stellt die neue Leiterin des Geheimdienstes der interstellaren Allianz vor: Theresa Halloran. Sie droht damit, ihr Wissen über die illegalen Tätigkeiten der Vorstandsmitglieder zu veröffentlichen, sollten diese nicht sofort zurücktreten. Für den Fall, dass ihm oder Lise etwas passiert, hinterlegt Garibaldi eine große Geldsumme, die dann dafür verwendet werden soll, die Vorstandsmitglieder auszuschalten. Schließlich verlässt er mit Lise Babylon 5 Richtung Mars. |           |                            |                                          |                      |                                       |                        |                                                                      |                     |
| 109 | 21        | Der letzte Blick zurück    | Objects at Rest                          | 18. Nov. 1998        | 3. Apr. 1999                          | John Copeland          | J. Michael Straczynski                                               | 522                 |
| Als Ta'Lon wieder auf die Station kommt, findet er eine Nachricht, die G'Kar für ihn hinterlassen hat: Ta'Lon soll der neue Botschafter der Narn auf Babylon 5 werden. Auch Franklin regelt seine Nachfolge. Da er bald Leiter des xenobiologischen Institutes auf der Erde wird, soll die junge Ärztin Lillian Hobbs die neue Leiterin des Medlabs werden. Garibaldi übernimmt zusammen mit Lise die Leitung von Edgars Industries und setzt einen neuen Vorstand ein. Auch Sheridan und Delenn befinden sich in Aufbruchstimmung. Auf Minbar wurde das neue Hauptquartier der interstellaren Allianz fertiggestellt, das nun zum Wohnsitz der beiden werden soll. Nach einem emotionalen Abschied brechen sie auf – gemeinsam mit Lennier, der von Minbar angereist ist, um Delenn zu begleiten. Auf dem Weg läuft Sheridan durch das Schiff, als er plötzlich auf ein Leck stößt, aus dem giftiges Gas austritt. Eine automatische Sicherheitstür verriegelt sich und Sheridan droht zu ersticken. Lennier eilt herbei – doch er zögert, die Tür zu öffnen und rennt weg. Sekunden später entscheidet er sich anders und kehrt um. Doch Sheridan hat sich bereits selbst befreit und ist nur leicht verletzt. Lennier flieht in einem Kampfflieger vom Schiff und blockt jeden Funkverkehr ab. Delenn veranlasst, dass Lenniers Quartier auf Minbar durchsucht wird. In Tagebüchern entdeckt man den Grund für sein Verhalten: Durch seine Liebe für Delenn entwickelte er eine extreme Eifersucht; die Beziehung zwischen ihr und Sheridan hält er für einen Fehler. Er kontaktiert Delenn und kündigt an erst zurückzukehren, wenn er sich selbst vergeben kann. Auf Minbar angekommen, werden Delenn und Sheridan von Londo besucht. Er überreicht den beiden ein uraltes Gefäß aus dem Palast der Centauri als Geschenk für ihren ungeborenen Sohn. Sie sollen es ihm geben, wenn er älter ist. Als Londo geht, wird er bereits von einem Drakh erwartet. Sie zeigen sich zufrieden mit Londo und kündigen an, nun zu warten, bis die Jahre vergehen. In jenem Gefäß befindet sich einer ihrer Wächter (vgl. S5E18). |           |                            |                                          |                      |                                       |                        |                                                                      |                     |
| 110 | 22        | Der Weg ins Licht          | Sleeping in Light                        | 25. Nov. 1998        | 10. Apr. 1999                         | J. Michael Straczynski | J. Michael Straczynski                                               | 422                 |
| 20 Jahre nach der Gründung der interstellaren Allianz spürt Sheridan, dass die Lebensenergie, die er einst von Lorien erhielt, fast aufgebraucht ist (vgl. S4E04). Er und Delenn laden ihre Freunde ein, um ein letztes Mal gemeinsam mit ihnen zu feiern. David, der Sohn der beiden, befindet sich gerade in Ausbildung zum Ranger und nimmt nicht an dem Treffen teil. Ivanova ist inzwischen General auf der Erde. Vir ist seit Londos Tod Imperator der Centauri. Garibaldi ist erfolgreicher Unternehmer auf dem Mars und Franklin der Leiter des xenobiologischen Institutes auf der Erde. Beim gemeinsamen Essen stoßen sie auf alte Freunde an, die nicht dabei sei können: Londo, G'kar, Marcus Cole und Lennier. Delenn, die inzwischen zur Präsidentin der Interstellaren Allianz ernannt worden ist, bittet Ivanova darum, nach Sheridans Tod dessen Platz als Anführer der Rangers einzunehmen. Am nächsten Morgen verabschiedet sich Sheridan ein letztes Mal von Delenn. Sein erstes Ziel ist Babylon 5. Er findet die Station nahezu vollständig verlassen vor und erfährt, dass sie überflüssig und zu teuer geworden sei und daher bald gesprengt werde. Kurz darauf trifft er Zack Allan, der bis zuletzt auf der Station bleiben möchte. Nach einem kurzen Gespräch bricht Sheridan zu seiner letzten Reise auf: In einem White-Star-Schiff nimmt er Kurs auf das Coriana-System, in dem die finale Schlacht gegen Schatten und Vorlonen stattfand (vgl. S4E06). Dort angekommen schwinden seine Kräfte rasant, als plötzlich Lorien erscheint. Er erklärt Sheridan, dass er auf ihn gewartet habe und seine Reise nun zu Ende sei. Das ganze Schiff wird in helles Licht getaucht. Sheridan verschwindet und wird nie wieder gesehen. Ivanova, Vir, Zack Allan, Garibaldi, Franklin und Delenn begleiten die Stilllegung von Babylon 5. Sie werden Zeugen der Sprengung der Station. Danach gehen alle wieder ihrer Arbeit nach. Zack Allan geht nach Centauri Prime, um Vir zu assistieren und Ivanova wird Anführerin der Rangers. |           |                            |                                          |                      |                                       |                        |                                                                      |                     |